# Leif Andersson (läkare)
Leif Christer Leander Andersson, född 24 mars 1944 i Esse, är en finländsk läkare. 
Andersson blev medicine och kirurgie doktor 1973, professor i patologi vid Helsingfors universitet 1981, var forskarprofessor vid Finlands Akademi 1987–1992 och professor i patologi vid Karolinska Institutet i Stockholm 1996–2000. Hans forskning omspänner ett vidsträckt område med tonvikt på immunologi och cancerforskning; han har publicerat arbeten om immunologi, patologi, membranbiologi, cellbiologi och hematologi. Han tilldelades Anders Jahres pris 1981, blev hedersledamot i Finska Läkaresällskapet 2000 och tilldelades J.W. Runebergs pris för framgångsrik vetenskaplig forskning 2007.

## Utmärkelser
- Kommendörstecknet av Finlands Lejons orden[1]
- Riddartecknet av I klass av Finlands Vita Ros’ orden[1]

[Redigera Wikidata]